# Codi ATC N06
El  codi ATC N06, descrit com Psicoanalèptics, és una subgrup terapèutic de l'Anatomical, Therapeutic, Chemical Classification System (ATC). La classificació ATC és un sistema de codis alfanumèric desenvolupat per l'Organització Mundial de la Salut (OMS) per als fàrmacs i altres productes sanitaris. El subgrup N06 és part del grup anatòmic N Sistema nerviós.

Els codis per a ús veterinari (codis ATCvet) poden han estat creats afegint la lletra Q davant dels codis ATC humans: QN06... 
Les adaptacions estatals de la classificació ATC poden incloure codis addicionals no presents en aquesta llista, que segueix la versió de l'OMS.

## N06A Antidepressius
N06A A Inhibidors no-selectius de la recaptació de serotonina
N06A B Inhibidors selectius de la recaptació de serotonina
N06A F Inhibidors de la monoaminooxidasa, no selectiva
N06A G inhibidors de la monoaminooxidasa A
N06A X Altres antidepressius

## N06B Psicoestimulants, agents utilitzats per al TDAH i noòtrops
N06B A Simpaticomimètics d'acció central
N06B C Derivats de la xantina
N06B X Altres psicoestimulants i noòtrops

## N06C Psicolèptics i psicoanalèptics en combinació
N06C A Antidepressius en combinació amb psicolèptics
N06C B Psicoestimulants en combinació amb psicolèptics

## N06D Fàrmacs anti-demència
N06D A Anticolinesteràsics
N06D X Altres fàrmacs anti-demència